# Tour de Californie 2008
La 3e édition du Tour de Californie (ou Amgen Tour of California) a eu lieu du 17 au 24 février 2008. L'Américain Levi Leipheimer (Astana) remporte l'épreuve pour la deuxième année consécutive.
L'épreuve fait partie de l'UCI America Tour 2008.

## Équipes et principaux coureurs présents

### Équipes
17 équipes composées de 8 coureurs participent au Tour de Californie : 10 formations ProTour, 2 équipes continentales professionnelles et 5 équipes continentales :
| Équipes ProTour - Astana - Bouygues Telecom - Crédit agricole - CSC - Gerolsteiner - High Road - Liquigas - Quick Step - Rabobank - Saunier Duval-Scott | UCI Continentales Professionnelles - BMC Racing - Slipstream Chipotle UCI Continentales - Bissell - Health Net-Maxxis - Kelly Benefit Strategies-Medifast - Rock Racing - Toyota-United |

## Les étapes
| Étape     | Date       | Villes étapes                   |  | Distance (km) | Vainqueur d’étape  | Leader du classement général |
| --------- | ---------- | ------------------------------- |  | ------------- | ------------------ | ---------------------------- |
| Prologue  | 17 février | Palo Alto - Université Stanford |  | 3,4           | Fabian Cancellara  | Fabian Cancellara            |
| 1re étape | 18 février | Sausalito - Santa Rosa          |  | 156           | Juan José Haedo    | Fabian Cancellara            |
| 2e étape  | 19 février | Santa Rosa - Sacramento         |  | 186           | Tom Boonen         | Tyler Farrar                 |
| 3e étape  | 20 février | Modesto - San José              |  | 152           | Robert Gesink      | Levi Leipheimer              |
| 4e étape  | 21 février | Seaside - San Luis Obispo       |  | 217           | Dominique Rollin   | Levi Leipheimer              |
| 5e étape  | 22 février | Solvang - Solvang               |  | 24 (clm)      | Levi Leipheimer    | Levi Leipheimer              |
| 6e étape  | 23 février | Santa Barbara - Santa Clarita   |  | 175           | Luciano Pagliarini | Levi Leipheimer              |
| 7e étape  | 24 février | Santa Clarita - Pasadena        |  | 150           | George Hincapie    | Levi Leipheimer              |

## Récit de la course

### Prologue
|    | Coureur              | Pays        | Équipe              |    | Temps      |
| -- | -------------------- | ----------- | ------------------- | -- | ---------- |
| 1  | Fabian Cancellara    | Suisse      | CSC                 | en | 3 min 51 s |
| 2  | Bradley Wiggins      | Royaume-Uni | High Road           | +  | 4 s        |
| 3  | Tyler Farrar         | États-Unis  | Slipstream Chipotle |    | 5 s        |
| 4  | Levi Leipheimer      | États-Unis  | Astana              |    | 6 s        |
| 5  | Edvald Boasson Hagen | Norvège     | High Road           |    | 7 s        |
| 6  | Gustav Larsson       | Suède       | CSC                 |    | 8 s        |
| 7  | David Zabriskie      | États-Unis  | Slipstream Chipotle |    | 8 s        |
| 8  | Mark Cavendish       | Royaume-Uni | High Road           |    | 8 s        |
| 9  | David Millar         | Royaume-Uni | Slipstream Chipotle |    | 8 s        |
| 10 | Steven Cozza         | États-Unis  | Slipstream Chipotle |    | 9 s        |

|    | Coureur              | Pays        | Équipe              |    | Temps      |
| -- | -------------------- | ----------- | ------------------- | -- | ---------- |
| 1  | Fabian Cancellara    | Suisse      | CSC                 | en | 3 min 51 s |
| 2  | Bradley Wiggins      | Royaume-Uni | High Road           | +  | 4 s        |
| 3  | Tyler Farrar         | États-Unis  | Slipstream Chipotle |    | 5 s        |
| 4  | Levi Leipheimer      | États-Unis  | Astana              |    | 6 s        |
| 5  | Edvald Boasson Hagen | Norvège     | High Road           |    | 7 s        |
| 6  | Gustav Larsson       | Suède       | CSC                 |    | 8 s        |
| 7  | David Zabriskie      | États-Unis  | Slipstream Chipotle |    | 8 s        |
| 8  | Mark Cavendish       | Royaume-Uni | High Road           |    | 8 s        |
| 9  | David Millar         | Royaume-Uni | Slipstream Chipotle |    | 8 s        |
| 10 | Steven Cozza         | États-Unis  | Slipstream Chipotle |    | 9 s        |

### 1reétape
|    | Coureur           | Pays       | Équipe              |    | Temps           |
| -- | ----------------- | ---------- | ------------------- | -- | --------------- |
| 1  | Juan José Haedo   | Argentine  | CSC                 | en | 4 h 03 min 29 s |
| 2  | Gerald Ciolek     | Allemagne  | High Road           | +  | m.t             |
| 3  | Heinrich Haussler | Allemagne  | Gerolsteiner        |    | m.t             |
| 4  | Dominique Rollin  | Canada     | Toyota-United       |    | m.t             |
| 5  | Matteo Tosatto    | Italie     | Quick Step          |    | m.t             |
| 6  | Tyler Farrar      | États-Unis | Slipstream Chipotle |    | m.t             |
| 7  | Peter Wrolich     | Autriche   | Gerolsteiner        |    | m.t             |
| 8  | Alexandre Pichot  | France     | Bouygues Telecom    |    | m.t             |
| 9  | Fred Rodriguez    | États-Unis | Rock Racing         |    | m.t             |
| 10 | Mathew Hayman     | Australie  | Rabobank            |    | m.t             |

|    | Coureur               | Pays        | Équipe              |    | Temps           |
| -- | --------------------- | ----------- | ------------------- | -- | --------------- |
| 1  | Fabian Cancellara     | Suisse      | CSC                 | en | 4 h 07 min 20 s |
| 2  | Tyler Farrar          | États-Unis  | Slipstream Chipotle | +  | 2 s             |
| 3  | Bradley Wiggins       | Royaume-Uni | High Road           |    | 4 s             |
| 4  | Levi Leipheimer       | États-Unis  | Astana              |    | 6 s             |
| 5  | David Millar          | Royaume-Uni | Slipstream Chipotle |    | 7 s             |
| 6  | Gustav Larsson        | Suède       | CSC                 |    | 8 s             |
| 7  | David Zabriskie       | États-Unis  | Slipstream Chipotle |    | 8 s             |
| 8  | Ben Jacques-Maynes    | États-Unis  | Bissell             |    | 9 s             |
| 9  | Gerald Ciolek         | Allemagne   | High Road           |    | 9 s             |
| 10 | Christian Vande Velde | États-Unis  | Slipstream Chipotle |    | 10 s            |

### 2eétape
|    | Coureur           | Pays        | Équipe              |    | Temps           |
| -- | ----------------- | ----------- | ------------------- | -- | --------------- |
| 1  | Tom Boonen        | Belgique    | Quick Step          | en | 5 h 09 min 35 s |
| 2  | Heinrich Haussler | Allemagne   | Gerolsteiner        | +  | m.t             |
| 3  | Mario Cipollini   | Italie      | Rock Racing         |    | m.t             |
| 4  | Mark Cavendish    | Royaume-Uni | High Road           |    | m.t             |
| 5  | Juan José Haedo   | Argentine   | CSC                 |    | m.t             |
| 6  | Tyler Farrar      | États-Unis  | Slipstream Chipotle |    | m.t             |
| 7  | Dominique Rollin  | Canada      | Toyota-United       |    | m.t             |
| 8  | Danilo Wyss       | Suisse      | BMC Racing          |    | m.t             |
| 9  | Gerald Ciolek     | Allemagne   | High Road           |    | m.t             |
| 10 | Óscar Freire      | Espagne     | Rabobank            |    | m.t             |

|    | Coureur            | Pays        | Équipe              |    | Temps           |
| -- | ------------------ | ----------- | ------------------- | -- | --------------- |
| 1  | Tyler Farrar       | États-Unis  | Slipstream Chipotle | en | 9 h 16 min 54 s |
| 2  | Fabian Cancellara  | Suisse      | CSC                 | +  | 1 s             |
| 3  | Tom Boonen         | Belgique    | Quick Step          |    | 4 s             |
| 4  | Bradley Wiggins    | Royaume-Uni | High Road           |    | 5 s             |
| 5  | Gerald Ciolek      | Allemagne   | High Road           |    | 7 s             |
| 6  | Levi Leipheimer    | États-Unis  | Astana              |    | 7 s             |
| 7  | David Millar       | Royaume-Uni | Slipstream Chipotle |    | 8 s             |
| 8  | Gustav Larsson     | Suède       | CSC                 |    | 9 s             |
| 9  | David Zabriskie    | États-Unis  | Slipstream Chipotle |    | 9 s             |
| 10 | Ben Jacques-Maynes | États-Unis  | Bissell             |    | 10 s            |

### 3eétape
|    | Coureur             | Pays       | Équipe              |    | Temps           |
| -- | ------------------- | ---------- | ------------------- | -- | --------------- |
| 1  | Robert Gesink       | Pays-Bas   | Rabobank            | en | 4 h 28 min 29 s |
| 2  | Levi Leipheimer     | États-Unis | Astana              | +  | 0 s             |
| 3  | Jurgen Van de Walle | Belgique   | Quick Step          |    | 19 s            |
| 4  | Kevin Seeldraeyers  | Belgique   | Quick Step          |    | 19 s            |
| 5  | José Luis Rubiera   | Espagne    | Astana              |    | 19 s            |
| 6  | Thomas Peterson     | États-Unis | Slipstream Chipotle |    | 19 s            |
| 7  | Christopher Horner  | États-Unis | Astana              |    | 19 s            |
| 8  | Mauricio Ardila     | Colombie   | Rabobank            |    | 19 s            |
| 9  | Alexandre Moos      | Suisse     | BMC Racing          |    | 19 s            |
| 10 | Víctor Hugo Peña    | Colombie   | Rock Racing         |    | 19 s            |

|    | Coureur               | Pays        | Équipe              |    | Temps            |
| -- | --------------------- | ----------- | ------------------- | -- | ---------------- |
| 1  | Levi Leipheimer       | États-Unis  | Astana              | en | 13 h 45 min 30 s |
| 2  | Fabian Cancellara     | Suisse      | CSC                 | +  | 13 s             |
| 3  | Robert Gesink         | Pays-Bas    | Rabobank            |    | 15 s             |
| 4  | David Millar          | Royaume-Uni | Slipstream Chipotle |    | 20 s             |
| 5  | Gustav Larsson        | Suède       | CSC                 |    | 21 s             |
| 6  | David Zabriskie       | États-Unis  | Slipstream Chipotle |    | 21 s             |
| 7  | Christian Vande Velde | États-Unis  | Slipstream Chipotle |    | 23 s             |
| 8  | Christopher Horner    | États-Unis  | Astana              |    | 25 s             |
| 9  | Alexandre Moos        | Suisse      | BMC Racing          |    | 29 s             |
| 10 | Víctor Hugo Peña      | Colombie    | Rock Racing         |    | 31 s             |

### 4eétape
|    | Coureur          | Pays        | Équipe                            |    | Temps           |
| -- | ---------------- | ----------- | --------------------------------- | -- | --------------- |
| 1  | Dominique Rollin | Canada      | Toyota-United                     | en | 6 h 56 min 08 s |
| 2  | George Hincapie  | États-Unis  | High Road                         | +  | 18 s            |
| 3  | Iker Camaño      | Espagne     | Saunier Duval-Scott               |    | 18 s            |
| 4  | Gerald Ciolek    | Allemagne   | High Road                         |    | 2 min 28 s      |
| 5  | Mark Cavendish   | Royaume-Uni | High Road                         |    | 2 min 28 s      |
| 6  | Juan José Haedo  | Argentine   | CSC                               |    | 2 min 28 s      |
| 7  | Fred Rodriguez   | États-Unis  | Rock Racing                       |    | 2 min 28 s      |
| 8  | Alex Candelario  | États-Unis  | Kelly Benefit Strategies-Medifast |    | 2 min 28 s      |
| 9  | Sébastien Turgot | France      | Bouygues Telecom                  |    | 2 min 28 s      |
| 10 | Mario Cipollini  | Italie      | Rock Racing                       |    | 2 min 28 s      |

|    | Coureur               | Pays        | Équipe              |    | Temps            |
| -- | --------------------- | ----------- | ------------------- | -- | ---------------- |
| 1  | Levi Leipheimer       | États-Unis  | Astana              | en | 20 h 44 min 06 s |
| 2  | Fabian Cancellara     | Suisse      | CSC                 | +  | 13 s             |
| 3  | Robert Gesink         | Pays-Bas    | Rabobank            |    | 15 s             |
| 4  | David Millar          | Royaume-Uni | Slipstream Chipotle |    | 20 s             |
| 5  | Gustav Larsson        | Suède       | CSC                 |    | 21 s             |
| 6  | David Zabriskie       | États-Unis  | Slipstream Chipotle |    | 21 s             |
| 7  | Christian Vande Velde | États-Unis  | Slipstream Chipotle |    | 23 s             |
| 8  | Christopher Horner    | États-Unis  | Astana              |    | 25 s             |
| 9  | Alexandre Moos        | Suisse      | BMC Racing          |    | 29 s             |
| 10 | Víctor Hugo Peña      | Colombie    | Rock Racing         |    | 31 s             |

### 5eétape
|    | Coureur               | Pays        | Équipe              |    | Temps       |
| -- | --------------------- | ----------- | ------------------- | -- | ----------- |
| 1  | Levi Leipheimer       | États-Unis  | Astana              | en | 30 min 46 s |
| 2  | David Millar          | Royaume-Uni | Slipstream Chipotle | +  | 29 s        |
| 3  | Christian Vande Velde | États-Unis  | Slipstream Chipotle |    | 45 s        |
| 4  | Gustav Larsson        | Suède       | CSC                 |    | 58 s        |
| 5  | Fabian Cancellara     | Suisse      | CSC                 |    | 1 min 05 s  |
| 6  | David Zabriskie       | États-Unis  | Slipstream Chipotle |    | 1 min 15 s  |
| 7  | Janez Brajkovič       | Slovénie    | Astana              |    | 1 min 19 s  |
| 8  | Tom Zirbel            | États-Unis  | Bissell             |    | 1 min 24 s  |
| 9  | Ben Jacques-Maynes    | États-Unis  | Bissell             |    | 1 min 25 s  |
| 10 | Kim Kirchen           | Luxembourg  | High Road           |    | 1 min 29 s  |

|    | Coureur               | Pays        | Équipe              |    | Temps            |
| -- | --------------------- | ----------- | ------------------- | -- | ---------------- |
| 1  | Levi Leipheimer       | États-Unis  | Astana              | en | 21 h 14 min 52 s |
| 2  | David Millar          | Royaume-Uni | Slipstream Chipotle | +  | 49 s             |
| 3  | Christian Vande Velde | États-Unis  | Slipstream Chipotle |    | 1 min 08 s       |
| 4  | Fabian Cancellara     | Suisse      | CSC                 |    | 1 min 18 s       |
| 5  | Gustav Larsson        | Suède       | CSC                 |    | 1 min 19 s       |
| 6  | David Zabriskie       | États-Unis  | Slipstream Chipotle |    | 1 min 36 s       |
| 7  | Christopher Horner    | États-Unis  | Astana              |    | 2 min 07 s       |
| 8  | Jurgen Van de Walle   | Belgique    | Quick Step          |    | 2 min 11 s       |
| 9  | Robert Gesink         | Pays-Bas    | Rabobank            |    | 2 min 18 s       |
| 10 | Alexandre Moos        | Suisse      | BMC Racing          |    | 2 min 27 s       |

### 6eétape
|    | Coureur            | Pays       | Équipe                            |    | Temps           |
| -- | ------------------ | ---------- | --------------------------------- | -- | --------------- |
| 1  | Luciano Pagliarini | Brésil     | Saunier Duval-Scott               | en | 4 h 18 min 31 s |
| 2  | Juan José Haedo    | Argentine  | CSC                               | +  | m.t             |
| 3  | Paolo Bettini      | Italie     | Quick Step                        |    | m.t             |
| 4  | Gerald Ciolek      | Allemagne  | High Road                         |    | m.t             |
| 5  | Óscar Freire       | Espagne    | Rabobank                          |    | m.t             |
| 6  | Dominique Rollin   | Canada     | Toyota-United                     |    | m.t             |
| 7  | Alex Candelario    | États-Unis | Kelly Benefit Strategies-Medifast |    | m.t             |
| 8  | Markus Zberg       | Suisse     | Gerolsteiner                      |    | m.t             |
| 9  | Danilo Wyss        | Suisse     | BMC Racing                        |    | m.t             |
| 10 | Pedro Horrillo     | Espagne    | Rabobank                          |    | m.t             |

|    | Coureur               | Pays        | Équipe              |    | Temps            |
| -- | --------------------- | ----------- | ------------------- | -- | ---------------- |
| 1  | Levi Leipheimer       | États-Unis  | Astana              | en | 25 h 33 min 23 s |
| 2  | David Millar          | Royaume-Uni | Slipstream Chipotle | +  | 49 s             |
| 3  | Christian Vande Velde | États-Unis  | Slipstream Chipotle |    | 1 min 08 s       |
| 4  | Fabian Cancellara     | Suisse      | CSC                 |    | 1 min 18 s       |
| 5  | Gustav Larsson        | Suède       | CSC                 |    | 1 min 19 s       |
| 6  | David Zabriskie       | États-Unis  | Slipstream Chipotle |    | 1 min 36 s       |
| 7  | Christopher Horner    | États-Unis  | Astana              |    | 2 min 07 s       |
| 8  | Jurgen Van de Walle   | Belgique    | Quick Step          |    | 2 min 11 s       |
| 9  | Robert Gesink         | Pays-Bas    | Rabobank            |    | 2 min 18 s       |
| 10 | Alexandre Moos        | Suisse      | BMC Racing          |    | 2 min 27 s       |

### 7eétape
|    | Coureur          | Pays        | Équipe            |    | Temps           |
| -- | ---------------- | ----------- | ----------------- | -- | --------------- |
| 1  | George Hincapie  | États-Unis  | High Road         | en | 3 h 50 min 57 s |
| 2  | Rory Sutherland  | Australie   | Health Net-Maxxis | +  | 0 s             |
| 3  | Jason McCartney  | États-Unis  | CSC               |    | 0 s             |
| 4  | Michael Creed    | États-Unis  | Rock Racing       |    | 0 s             |
| 5  | Tom Zirbel       | États-Unis  | Bissell           |    | 0 s             |
| 6  | Mark Cavendish   | Royaume-Uni | High Road         |    | 12 s            |
| 7  | Juan José Haedo  | Argentine   | CSC               |    | 12 s            |
| 8  | Dominique Rollin | Canada      | Toyota-United     |    | 12 s            |
| 9  | Tom Boonen       | Belgique    | Quick Step        |    | 12 s            |
| 10 | Mario Cipollini  | Italie      | Rock Racing       |    | 12 s            |

|    | Coureur               | Pays        | Équipe              |    | Temps            |
| -- | --------------------- | ----------- | ------------------- | -- | ---------------- |
| 1  | Levi Leipheimer       | États-Unis  | Astana              | en | 29 h 24 min 32 s |
| 2  | David Millar          | Royaume-Uni | Slipstream Chipotle | +  | 49 s             |
| 3  | Christian Vande Velde | États-Unis  | Slipstream Chipotle |    | 1 min 08 s       |
| 4  | Fabian Cancellara     | Suisse      | CSC                 |    | 1 min 18 s       |
| 5  | Gustav Larsson        | Suède       | CSC                 |    | 1 min 19 s       |
| 6  | David Zabriskie       | États-Unis  | Slipstream Chipotle |    | 1 min 36 s       |
| 7  | Christopher Horner    | États-Unis  | Astana              |    | 2 min 07 s       |
| 8  | Jurgen Van de Walle   | Belgique    | Quick Step          |    | 2 min 11 s       |
| 9  | Robert Gesink         | Pays-Bas    | Rabobank            |    | 2 min 18 s       |
| 10 | Alexandre Moos        | Suisse      | BMC Racing          |    | 2 min 27 s       |

## Classements finals

### Classement général
|    | Cycliste              | Pays        | Équipe              |    | Temps            |
| -- | --------------------- | ----------- | ------------------- | -- | ---------------- |
| 1  | Levi Leipheimer       | États-Unis  | Astana              | en | 29 h 24 min 32 s |
| 2  | David Millar          | Royaume-Uni | Slipstream Chipotle | +  | 49 s             |
| 3  | Christian Vande Velde | États-Unis  | Slipstream Chipotle |    | 1 min 08 s       |
| 4  | Fabian Cancellara     | Suisse      | CSC                 |    | 1 min 18 s       |
| 5  | Gustav Larsson        | Suède       | CSC                 |    | 1 min 19 s       |
| 6  | David Zabriskie       | États-Unis  | Slipstream Chipotle |    | 1 min 36 s       |
| 7  | Christopher Horner    | États-Unis  | Astana              |    | 2 min 07 s       |
| 8  | Jurgen Van de Walle   | Belgique    | Quick Step          |    | 2 min 11 s       |
| 9  | Robert Gesink         | Pays-Bas    | Rabobank            |    | 2 min 18 s       |
| 10 | Alexandre Moos        | Suisse      | BMC Racing          |    | 2 min 27 s       |

### Classements annexes
|   | Cycliste         | Pays      | Équipe        | Points |
| - | ---------------- | --------- | ------------- | ------ |
| 1 | Dominique Rollin | Canada    | Toyota-United | 44     |
| 2 | Juan José Haedo  | Argentine | CSC           | 42     |
| 3 | Gerald Ciolek    | Allemagne | High Road     | 32     |

|   | Cycliste            | Pays       | Équipe     | Points |
| - | ------------------- | ---------- | ---------- | ------ |
| 1 | Scott Nydam         | États-Unis | BMC Racing | 26     |
| 2 | Jurgen Van de Walle | Belgique   | Quick Step | 19     |
| 3 | Robert Gesink       | Pays-Bas   | Rabobank   | 17     |

|   | Cycliste           | Pays       | Équipe              |    | Temps            |
| - | ------------------ | ---------- | ------------------- | -- | ---------------- |
| 1 | Robert Gesink      | Pays-Bas   | Rabobank            | en | 29 h 26 min 50 s |
| 2 | Thomas Peterson    | États-Unis | Slipstream Chipotle | +  | 40 s             |
| 3 | Kevin Seeldraeyers | Belgique   | Quick Step          |    | 1 min 22 s       |

|   | Équipe            | Pays       |    | Temps            |
| - | ----------------- | ---------- | -- | ---------------- |
| 1 | Garmin-Slipstream | États-Unis | en | 88 h 17 min 05 s |
| 2 | Astana            | Luxembourg | +  | 16 s             |
| 3 | CSC               | Danemark   |    | 8 min 44 s       |

## Évolution des classements
| Étape              | Vainqueur          | Classement général | Classement du meilleur sprinteur | Classement de la montagne | Classement du meilleur jeune | Classement par équipes | Courageux du jour |
| ------------------ | ------------------ | ------------------ | -------------------------------- | ------------------------- | ---------------------------- | ---------------------- | ----------------- |
| P                  | Fabian Cancellara  | Fabian Cancellara  | Fabian Cancellara                | Non décerné               | Edvald Boasson Hagen         | High Road              | Non décerné       |
| 1                  | Juan José Haedo    | Fabian Cancellara  | Jackson Stewart                  | Jackson Stewart           | Gerald Ciolek                | High Road              | Jackson Stewart   |
| 2                  | Tom Boonen         | Tyler Farrar       | Heinrich Haussler                | Jackson Stewart           | Gerald Ciolek                | High Road              | Scott Nydam       |
| 3                  | Robert Gesink      | Levi Leipheimer    | Heinrich Haussler                | Scott Nydam               | Robert Gesink                | Astana                 | George Hincapie   |
| 4                  | Dominique Rollin   | Levi Leipheimer    | Dominique Rollin                 | Scott Nydam               | Robert Gesink                | Astana                 | Dominique Rollin  |
| 5                  | Levi Leipheimer    | Levi Leipheimer    | Dominique Rollin                 | Scott Nydam               | Robert Gesink                | Slipstream Chipotle    | Non décerné       |
| 6                  | Luciano Pagliarini | Levi Leipheimer    | Dominique Rollin                 | Scott Nydam               | Robert Gesink                | Slipstream Chipotle    | Rory Sutherland   |
| 7                  | George Hincapie    | Levi Leipheimer    | Dominique Rollin                 | Scott Nydam               | Robert Gesink                | Slipstream Chipotle    | BMC Racing        |
| Classements finals | Classements finals | Levi Leipheimer    | Dominique Rollin                 | Scott Nydam               | Robert Gesink                | Slipstream Chipotle    | n/a               |